# Мари Диата II
Мари Диата (Джата) II (манд. Mansa Diata II, Mansa Djata II), имя при рождении Конкодугу Камисса (ум. 1374) — 14-й манса Мали, правивший с 1360 по 1374 год.

## Биография
Мари Диата был сыном и наследником мансы Магана I. Однако после смерти своего отца, подняв восстание трон занял дядя Диаты Сулайман. Придя к власти он изгнал из империи Диату. Во время изгнания Диата жил в Канбурни.
В 1352 году Диата (Джатиль) вместе с женой Сулаймана Касси пытался организовать переворот и прийти к власти, однако об этом узнал Сулайман, и попытка переворота была предотвращена. Пойманную Касси судили, а затем казнили, а Диата избежал наказания.
В 1360 году, когда умер Сулайман к власти пришёл его сын Каса. Каса правил всего девять месяцев, так как в 1360 году Диата поднял восстание, которое вылилось в гражданскую войну. Перед смертью Сулаймана, союзники Мали, Мариниды отправили к нему делегацию с подарками, однако когда они прибыли уже во всю шла гражданская война и делегации пришлось пережидать её в Уалате. В итоге в конце 1360 года в войне победу одержал Диата, став мансой. Узнав об ожидающей делегации он дал им подарки и отправил обратно. Делегация прибыла домой в 1361 году и подарки были встречены султаном Маринидов Абу Салимом, что привлекло его интерес к новому мансе.
Правление Диаты было деспотичным и расточительным. Он увеличивал налоги для финансирования ненужных расходов и тратил большое количество золота из казны на всякие мелочи и лишние предметы роскоши. Огромные расходы Мари Диаты поставили империю на грань банкротства, так как он даже начал тратить средства из запаса империи. Несмотря на то, что Мари Диата тратил большие средства на ненужные вещи, он смог, побеждая в восстаниях покорённых племён, удержать территории империи в таких же границах, в каких они были и при его великих предшественниках.
Также его правление считается началом упадка империи Мали. В 1372 году Мари Диата заболел африканским трипаносомозом, который с каждым месяцем всё чаще выводил Мари Диату из строя. После двух лет болезни Мари Диата скончался и ему наследовал его сын Муса II. После смерти Мари Диаты империя осталась в своих максимальных границах, однако казна была опустошена.